# 輝星きら
輝星 きら（きら きら、2004年〈平成16年〉3月3日 - ）は、日本のAV女優。LIGHT所属。

## 経歴
2024年12月3日に『新人 専属 輝星きら 銀河系オンリーワン原石 純朴とスケベのギャップに沼る』にてMOODYZよりAVデビュー。
2025年7月14日週FANZAレンタルフロアランキングで『真面目で無口な義妹のモジモジ誘惑パンチラに理性を奪われたボク…チラ見するたび恥ずかしそうにハミ尻プリプリして濡れ染みビッチョリ！』が8位ランクイン。同年7月21日週FANZAレンタルフロアランキングでは同作が6位にランクアップした。
同年7月28日週、FANZAレンタルフロアランキングにて『「先生、奥さんとどっちがフェラ上手い？」妻がいるのに教え子のからかい誘惑と小悪魔舐めしゃぶりフルコースに溺れた口淫不倫』が初登場5位となった。

## 人物
- キャッチコピーは『銀河系オンリーワン原石』。芸名はMOODYZのプロディーサーが名付けた[5]
- 相撲好きを明かしている[5]。
- デビューのきっかけは石川澪が好きになったのを機にAV女優が好きになったこと。デビュー前までは引き籠もりがちだった[5]。
- オナニーは小学校低学年の頃から無意識にしていたが、その行為がオナニーであるとちゃんと認識したのは19歳の頃だった[6]。週に何回もやっており、電マや最近はバイブを使用している[5]。
- 中学と高校は女子高だったこともあり、男性との交際はなく[5]、初体験は高校を卒業してすぐの18歳の時。相手は2つ年上の人で、場所はホテルだった[7]。
- 事務所と専属メーカー、デビュー年が同じ塔乃花鈴には「同期」と認識されており仲が良い。
- 大規模イベント2025年6月に開催された「TREND GIRLS FESTIVAL 2025」に出演した際、同じ専属メーカーのあんず杏と仲が良くなったとX(旧Twitter)などで話している。
- カメラマンでライターの神楽坂文人は「恥じらいとスケベのバランスが絶妙で、魅力が掛け算になっている」と論評した[8]。
- アサ芸シークレット編集部は「華奢で明るく無邪気」と印象を筆致している[1]。

## 作品

### アダルトビデオ
- 新人 専属 輝星きら 銀河系オンリーワン原石 純朴とスケベのギャップに沼る（12月3日、MOODYZ）

- 初体験3SEX 瞬イキ敏感娘ビクッ! ビクッ! 性感開発 輝星きら（1月7日、MOODYZ）[8]
- エビ反りギュイン! 絶頂973回痙攣9991回イキ潮3930cc絶頂Special 禁欲アクメオーガズム 1カ月焦らされ24時間ぶっ通しデカチンFUCK 輝星きら（2月4日、MOODYZ）
- 真面目で無口な義妹のモジモジ誘惑パンチラに理性を奪われたボク… チラ見するたび恥ずかしそうにハミ尻プリプリして濡れ染みビッチョリ! 輝星きら（3月4日、MOODYZ）
- 「先生、奥さんとどっちがフェラ上手い？」妻がいるのに教え子のからかい誘惑と小悪魔舐めしゃぶりフルコースに溺れた口淫不倫 輝星きら（4月1日、MOODYZ）
- 家事は全然デキないけどヌキテクだけもんのすごいスレンダーメイドに毎日12発射精させてもらってるボク 輝星きら（5月6日、MOODYZ）
- 初めての二人きりお泊りデート すっぴんまでカワイイ君とガチイキ生々ハメ撮り濃密セックス 輝星きら（6月3日、MOODYZ）
- 未熟ま〇こザコまん化媚薬漬けリモバイ調教 寸止め痙攣ま〇こが義父のデカチンピストンで失禁絶頂 輝星きら（7月1日、MOODYZ）
- ソープ部を新たにつくった生徒会長きらちゃんがエッチな衣装で大奮闘！発射無制限サービス 輝星きら（8月5日、MOODYZ）

### アダルトVR
- 彼氏がメンエス通っててぴえん だったらアナタ専用セラピストになるもん! 施術中にムラムラ興奮してお店じゃ絶対NGな特別サービス 天然ピュアすぎてキュン! 超イチャラブおうちエステごっこ 輝星きら（12月16日、MOODYZ）

### イメージビデオ
- 彼女がビキニを脱いだわけ… 輝星きら（2025年1月14日、FAIR & WAY）

### デジタル写真集
- 末広純 × 輝星きら 恋の全裸バレンタインクッキング 週刊ポストデジタル写真集（2025年2月14日、小学館、撮影：富田恭透）[9]

## 外部サイト
- 輝星きら (@kira_kira0303) - X
- 輝星きら (@kirakirachan0303) - Instagram
- 輝星きら (@kirakirachan0303) - TikTok

※以下は、18禁サイト
- Light・輝星きら